# Forma squadrata con taglio
Forma squadrata con taglio (Square Form with Cut) è una scultura monumentale in marmo bianco realizzata dell'artista inglese Henry Moore, che fu acquistata dalla città di Prato con l'aiuto di industriali locali, al termine di una sua mostra monografica del 1972 e rappresenta uno dei massimi esempi di scultura contemporanea presenti in Italia.
È composta da 30 blocchi di marmo bianco provenienti dal monte Altissimo delle Alpi Apuane, precisamente dalla cava Mossa, fu realizzata presso il laboratorio Henraux a Querceta.

## Descrizione
Contraddistinta da linee fluide e morbide che definiscono volumetrie maestose ed essenziali, è caratterizzata da una spiccata pulizia visiva che colpisce fin dal primo colpo d’occhio. Gli spazi definiti, che giocano continuamente su un equilibrio di pieni e vuoti, rivelano un universo disadorno, privato di orpelli e quindi ridotto al suo prototipo primario ed essenziale. Moore asseconda e lavora la materia come fa la natura, capace di smussare angoli ed escrescenze con dolcezza e delicatezza, attraverso un dialogo muto e paziente. I vuoti creano un senso di continuità tra interno ed esterno, le sculture non vivono semplicemente nello spazio ma lo creano, come se spazio e materia plastica fossero fusi in un’unica entità.

## Storia
Esposta per la prima volta alla celebre mostre retrospettiva sull'artista a Forte Belvedere a Firenze nel 1972. 
La memorabile mostra fiorentina, con le opere monumentali esposte all'aperto, fu inaugurata ufficialmente dalla principessa Margaret il 20 maggio 1972. Trecentoquarantacinquemila visitatori accorsero negli oltre quattro mesi di apertura e la mostra decretò la consacrazione di Moore, riconoscendo la sua opera come tassello imprescindibile della tradizione artistica del Novecento.
Fu posta nel 1974, al centro di Piazza San Marco, dove un tempo sorgeva Porta Fiorentina (demolita verso la fine dell'Ottocento per far passare la linea tranviaria che collegava Prato a Firenze e Poggio a Caiano, oggi non più esistente). 
La scultura è la più monumentale tra quelle create in quegli anni da Henry Moore, con aspirazione sempre più evidente a una forma architettonica.

## Interpretazioni

### Vertebra di animale preistorico
Tra le varie interpretazioni, la scultura potrebbe rappresentare la vertebra gigantesca di un animale preistorico, forata al centro.

### Porta di accesso alla modernità
Una volta trasferita da Firenze a Prato, la scultura venne appositamente collocata nel centro cittadino in direzione del capoluogo toscano, a simboleggiare Prato "come città della modernità", in contrasto con Firenze "culla del Rinascimento".
Fin dai primi anni della sua posa in opera, la scultura divenne un simbolo della città ed in particolare della sua aspirazione alla modernità ed al progresso industriale.

## Altre versioni

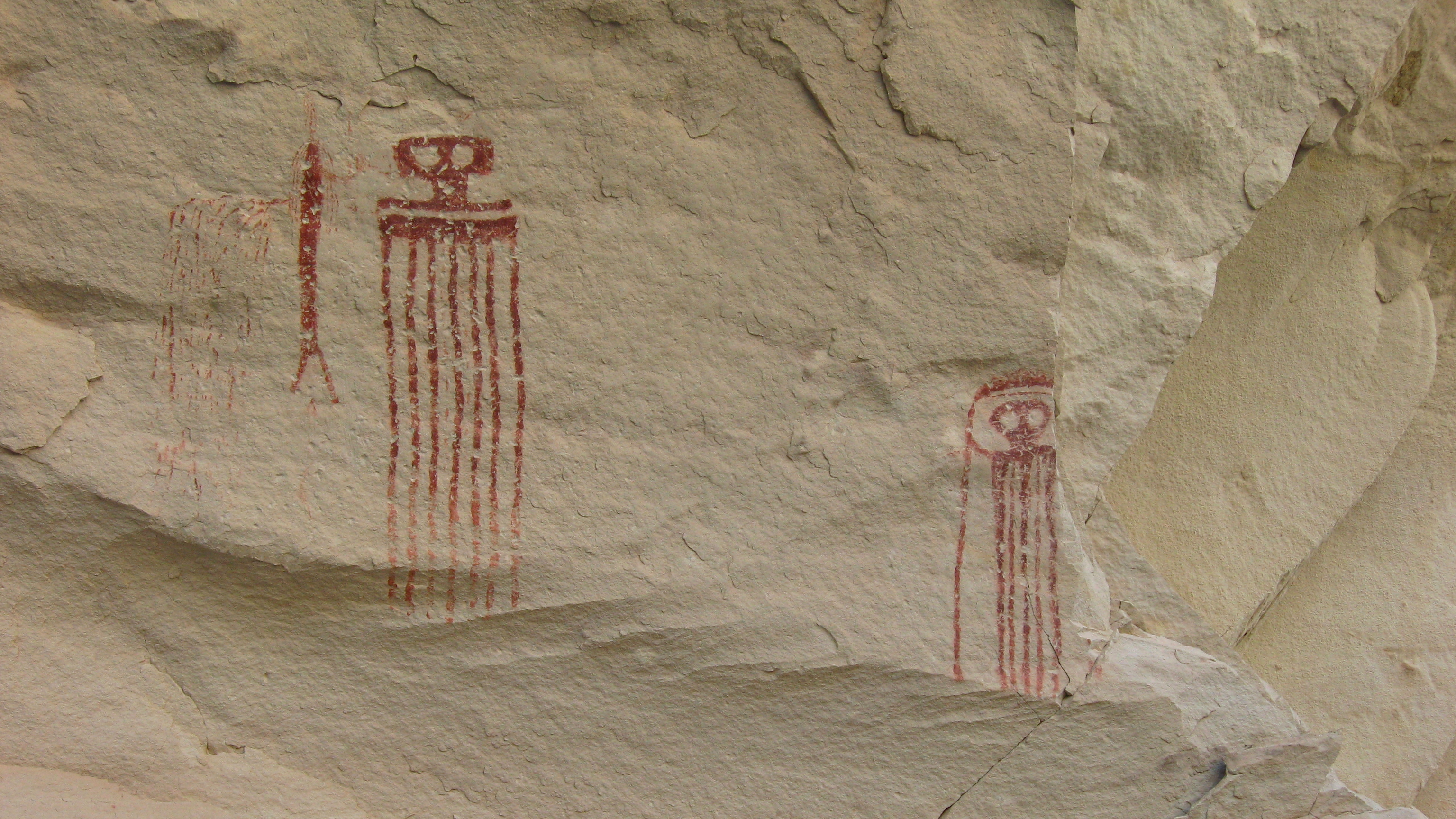
1974, installazione della scultura a Prato

Henry Moore realizzò altre versioni della scultura con materiali diversi ed in scala ridotta. 
Il bozzetto originale è conservato a Toronto presso la Art Gallery of Ontario.
Le più importanti sono:
- Maquette for the Square form with cut, 1969, gesso, 1969, cm 16.1, Art Gallery of Ontario, Toronto (Canada)[4]
- Square form with cut, 1969, black marble, cm 140, Fundacion Bartolome March, Palma de Mallorca (Spain)
- Square form with cut, 1969, edizione in bronzo, 1di 9 esemplari, cm 16.5, The Metropolitan Museum of Art, New York (USA)[5]
- Square form with cut, 1969, calcestruzzo, cm 139.7, The Henry Moore Foundation, Perry Green, Much Hadham (Regno Unito)[6]
- Square form with cut, 1969, fiberglass, cm 134, The Henry Moore Foundation, (Regno Unito)[7]

Due piccole versioni in bronzo (16,5 cm), della serie di 9, sono passate in asta in Germania (Grisebach, 31 maggio 2013, lotto 767)  ed in Sud Africa (Strauss & Co, 13 novembre 2017, lotto 301), e sono state vendute per una cifra superiore ai 50.000 Euro ciascuna.

## Valutazione
Dopo Francis Bacon, Moore è il più costoso artista moderno britannico dopo che la sua opera intitolata Reclining Figure: Festival, lunga 230 cm, realizzata una edizione di 5, è stata venduta in asta da Christie's a Londra il 30 giugno 2016 per 24.722.500 di sterline, è facile ipotizzare che la scultura di Prato possa valere una cifra ampiamente superiore ai 70 milioni di euro, rendendola probabilmente la scultura d'arte moderna monumentale più importante d'Italia.

## Curiosità
- I cittadini pratesi, ormai affezionati alla scultura di Moore e spesso non ricordando il nome originale dell'opera, usano chiamare quest'ultima "Il Buco di Moore" o più semplicemente "Il Buco".
- La scultura è presente sul logo del notiziario online locale "Notizie di Prato", vista dalla faccia rivolta verso Viale Piave, con un occhio azzurro posto al centro del taglio.